# Die härtesten Gefängnisse der Welt
Die härtesten Gefängnisse der Welt ist eine dreijährige Fernsehdokumentation, die von der Londoner Firma Emporium Productions produziert wurde und auf Netflix verfügbar ist. Die Dokumentation zeigt das Leben in 19 Gefängnissen auf der ganzen Welt, meist aus der Perspektive der Gefangenen, aber auch aus der Perspektive von Gefängniswärtern und anderen, die mit dem Gefängnissystem interagieren. Staffel 1 wurde vom irischen Journalisten Paul Connolly moderiert und ursprünglich auf Channel 5 (Großbritannien) ausgestrahlt. Die Deutschen Sendungen wurden als erstes auf N24 gesendet. Die Staffeln 2, 3, 4, 5 und 6 wurden von Netflix in Auftrag gegeben und vom britischen Journalisten Raphael Rowe moderiert, der selbst 12 Jahre unschuldig im Gefängnis für einen Mord von 1988 und eine Serie schwerer Raubüberfälle im Rahmen der M25 Three gesessen hatte, dann aber freigesprochen wurde.

## Staffeln
Ab Staffel 2 hat Netflix die Produktion beauftragt und einen neuen Moderator (Raphael Rowe) eingesetzt.
| Staffel 1                                                        | Staffel 1                                                   | Staffel 1 | Staffel 1                            | Staffel 1                            |
| Folge                                                            | Titel                                                       | Handlung | Deutsche Erstausstrahlung und Sender | Original-Erstausstrahlung und Sender |
| ---------------------------------------------------------------- | ----------------------------------------------------------- | --- | ------------------------------------ | ------------------------------------ |
| 1                                                                | Honduras                                                    | Connolly verbringt 5 Tage im Danli-Gefängnis in Honduras. Besonderheiten des Gefängnisses: Die härtesten Insassen sind bewaffnet und fungieren als Wärter innerhalb des Gefängnisses. | 14. Oktober 2016, N24                | 4. Februar 2016, Channel 5           |
| 2                                                                | Polen                                                       | Connolly verbringt 5 Tage im Piotrkow. In diesem Gefängnis sitzen 700 der schlimmsten Straftäter von Polen. Zu ihren Verbrechen gehören unter anderen Mord, Vergewaltigung, Entführung. Deswegen sind die Sicherheitsvorkehrungen innerhalb der Anstalt sehr hoch. | 7. Oktober 2016, N24                 | 11. Februar 2016, Channel 5          |
| 3*                                                               | Philippinen                                                 | Connolly begibt sich für 5 Tage in ein Gefängnis, das von einer Gang (Sputnik-Gang) kontrolliert wird und total überfüllt ist. | 21. Oktober 2016, N24                | 18. Februar 2016, Channel 5          |
| 4*                                                               | Mexiko                                                      | Connolly verbringt Zeit in einem mexikanischen Gefängnis, in dem einige Häftlinge Schwerstverbrecher sind wie Drogenbosse. | 28. Oktober 2016, N24                | 25. Februar 2016, Channel 5          |
| * Es gibt bei Folge 3 und 4 verschiedene Angaben zur Reihenfolge |                                                             | |                                      |                                      |
| Staffel 2                                                        |                                                             | |                                      |                                      |
| Folge                                                            | Titel                                                       | Handlung | Deutsche Online-Premiere             | Original-Online-Premiere             |
| 1                                                                | Brasilien: Das Gang-Gefängnis                               | Rowe verbringt einige Tage sowohl als Wärter als auch als Gefangener in der brasilianischen Strafvollzugsanstalt von Porto Velho. Besonderheiten des Gefängnisses sind ständige Spannungen und die Gefahr von Gewalt und Unruhen zwischen den beiden führenden Drogenbanden Brasiliens, dem Primeiro Comando da Capital (PCC) und dem Comando Vermelho (Rotes Kommando), aufgrund derer die Gefängniswärter versuchen, die Insassen nach Bandenzugehörigkeit zu segregieren. | 6. Juli 2018, Netflix                | 6. Juli 2018, Netflix                |
| 2                                                                | Ukraine: Das Gefängnis in einem Kriegsgebiet                | Rowe verbringt Zeit im ukrainischen Zhytomyr-Gefängnis. Kennzeichnend für das Gefängnis ist eine minimale Besatzung, die es den Gefangenen erlaubt, sich frei auf dem Gelände zu bewegen, oft mit potenziell gefährlichen Waffen. | 6. Juli 2018, Netflix                | 6. Juli 2018, Netflix                |
| 3                                                                | Papua-Neuguinea: Das Ausbruchs-gefängnis                    | Rowe besucht das unterbesetzte Bomana-Gefängnis in Papua-Neuguinea. Kennzeichnend für das Gefängnis ist die ständige Nahrungsmittelknappheit, die die Einrichtung am Rande des Chaos hält. | 6. Juli 2018, Netflix                | 6. Juli 2018, Netflix                |
| 4                                                                | Belize: Gott und das Gefängnis                              | Rowe verbringt Zeit im Zentralgefängnis von Belize. Besonderes Merkmal des Gefängnisses ist ein auf Evangelisation (Gott) basierender Ansatz zur Rehabilitation. | 6. Juli 2018, Netflix                | 6. Juli 2018, Netflix                |
| Staffel 3                                                        |                                                             | |                                      |                                      |
| Folge                                                            | Titel                                                       | Handlung | Deutsche Online-Premiere             | Original-Online-Premiere             |
| 1                                                                | Costa Rica: Gefährliches Hochsicherheitsgefängnis           | Rowe besucht das La Reforma-Gefängnis in Costa Rica, einschließlich eines Besuchs im Hochsicherheitstrakt. Besonderheiten des Gefängnisses: Der Teil des Gefängnisses mit mittlerer Sicherheit ist ziemlich überfüllt und deprimierend, aber der Teil des Gefängnisses mit niedriger Sicherheit fühlt sich viel einladender an. | 14. Dezember 2018, Netflix           | 14. Dezember 2018, Netflix           |
| 2                                                                | Kolumbien: Narco-Gefängnis                                  | Rowe sucht das festungsartige Gefängnis in Bogotá auf. Im Gefängnis herrschen klaustrophobische Zustände, es bestehen Probleme durch Drogenkonsum in der Haftanstalt trotz intensiver Überwachung und Durchsuchung durch die Behörden. | 14. Dezember 2018, Netflix           | 14. Dezember 2018, Netflix           |
| 3                                                                | Rumänien: Roma-Gefängnis                                    | Rowe verbringt eine Woche in einem Hochsicherheitsgefängnis in Craiova, Rumänien. Das Gefängnis zeichnet sich durch sehr wenig Platz im Freien aus, so dass die Gefangenen die meiste Zeit des Tages in ihren Zellen eingeschlossen sind. | 14. Dezember 2018, Netflix           | 14. Dezember 2018, Netflix           |
| 4                                                                | Norwegen: Das perfekte Gefängnis                            | Rowe besucht das norwegische Halden-Gefängnis, ein Hochsicherheitsgefängnis. Besonderheiten des Gefängnisses: Halden experimentiert mit einer radikal neuen Gefängnisstruktur, die auf dem Prinzip der Normalität beruht. Es wird versucht, das Gefängnisleben dem Leben außerhalb des Gefängnisses anzunähern, um die Gefangenen zu rehabilitieren und sie auf eine erfolgreiche Wiedereingliederung in die Gesellschaft vorzubereiten.                                     | 14. Dezember 2018, Netflix           | 14. Dezember 2018, Netflix           |
| Staffel 4                                                        |                                                             | |                                      |                                      |
| Folge                                                            | Titel                                                       | Handlung | Deutsche Online-Premiere             | Original-Online-Premiere             |
| 1                                                                | Paraguay: Das gefährlichste Gefängnis der Welt              | Raphael Rowe verbringt eine Woche hinter Gittern im Tacumbu-Gefängnis in Paraguay, wo Insassen im Müll herumwühlen, um etwas zu finden, das sie zu Geld machen können. | 29. Juli 2020, Netflix               | 29. Juli 2020, Netflix               |
| 2                                                                | Deutschland: Therapie im Gefängnis (Schwalmstadt Gefängnis) | Die Festung Schwalmstadt aus dem 12. Jahrhundert ist von einem Graben umgeben. Hier werden einige der schwersten Verbrecher Deutschlands inhaftiert und therapiert. | 29. Juli 2020, Netflix               | 29. Juli 2020, Netflix               |
| 3                                                                | Mauritius: Strenge Ahndung von Regelverstößen               | Im Hochsicherheitsgefängnis Melrose auf der tropischen Insel Mauritius wird sogar der kleinste Verstoß hart bestraft. | 29. Juli 2020, Netflix               | 29. Juli 2020, Netflix               |
| 4                                                                | Lesotho: Im Angesicht sexueller Gewalt                      | Entnervt muss sich Rowe im Maseru-Gefängnis mit aggressiven Zellennachbarn herumschlagen. Viele der Insassen hier sind verurteilte Vergewaltiger. | 29. Juli 2020, Netflix               | 29. Juli 2020, Netflix               |
| Staffel 5                                                        |                                                             | |                                      |                                      |
| Folge                                                            | Titel                                                       | Handlung | Deutsche Online-Premiere             | Original-Online-Premiere             |
| 1                                                                | Südafrika: Das Gefängnis der Number Gangs                   | Raphael Rowe verbringt eine Woche hinter Gittern im Brandvlei-Gefängnis in Südafrika, wo die meisten Insassen gefährlichen Gangs angehören, die für tödliche Messerstechereien bekannt sind. | 9. Januar 2021, Netflix              | 9. Januar 2021, Netflix              |
| 2                                                                | Philippinen: Das Gefängnis im Kampf gegen Drogen            | In dieser Folge verbringt Raphael Rowe eine Woche in einem der überbelegtesten Gefängnisse der Welt in der philippinischen Hauptstadt Manila. | 9. Januar 2021, Netflix              | 9. Januar 2021, Netflix              |
| 3                                                                | Grönland: Das Gefängnis im Eis                              | Raphael Rowe verbringt eine Woche in einem erst kürzlich eröffneten Hochsicherheitsgefängnis, der ersten und einzigen Haftanstalt in Grönland überhaupt, in dem die Insassen außergewöhnliche Freiheiten haben. | 9. Januar 2021, Netflix              | 9. Januar 2021, Netflix              |
| Staffel 6                                                        |                                                             | |                                      |                                      |
| Folge                                                            | Titel                                                       | Handlung | Deutsche Online-Premiere             | Original-Online-Premiere             |
| 1                                                                | Moldau: Das lebenslängliche Gefängnis                       | Im Gefängnis 17 in Moldawien sind fast 100 der Verurteilten lebenslange Haftstrafen. | 28. September 2022, Netflix          | 28. September 2022, Netflix          |
| 2                                                                | Zypern: Das utopische Gefängnis                             | Wieder einmal meldet sich Raphael Rowe freiwillig hinter Gittern, dieses Mal im Zentralgefängnis von Nikosia auf Zypern. | 28. September 2022, Netflix          | 28. September 2022, Netflix          |
| 3                                                                | Bosnien: Das Mafia-Gefängnis                                | In Bosnien und Herzegowina geht Rowe freiwillig ins Zenica-Gefängnis. | 28. September 2022, Netflix          | 28. September 2022, Netflix          |
| 4                                                                | Griechenland: Das Menschenschmuggler-Gefängnis              | Diesmal steht die Überfüllung im Mittelpunkt eines Gefängnisses in Griechenland, in dem viele der schlimmsten Straftäter des Gefängnissystems untergebracht sind. | 28. September 2022, Netflix          | 28. September 2022, Netflix          |